# Сарджент, Стефани
Стефани Энн Сарджент (англ. Stefanie Ann Sargent; 1 июня 1968, Сиэтл, штат Вашингтон, США — 27 июня 1992, Сиэтл, штат Вашингтон, США) — американская музыкантша. Была наиболее известна как соло-гитаристка, а также одна из основательниц сиэтлской панк-рок-группы 7 Year Bitch.

## Биография
Стефани родилась в семье Кеннета и Паулы Сарджентов 1 июня 1968 года в городе Сиэтле, где прошло её детство. Первоначально училась в средней школе имени Рузвельта, после чего перевелась в альтернативную школу Summit K-12 и окончила её в возрасте 16 лет.
По окончании средней школы Сарджент сменила несколько профессий и путешествовала по Западному побережью. После сотрудничества с несколькими музыкальными коллективами, в 1990 году она стала соучредителем панк-рок-группы 7 Year Bitch вместе с Селеной Виджил, Валери Агнью и Элизабет Дэвис. Взяв на себя функцию соло-гитаристки, Стефани записала с ними пластинку Sick ’Em (1992).

## Смерть
Сарджент была найдена мертвой в своей квартире на Капитолийском холме 27 июня 1992 года в возрасте 24 лет. После употребления алкоголя и героина на вечеринке девушка вернулась домой и потеряла сознание лёжа на спине. Она умерла от удушья из-за обильного выделения рвотной массы, не приходя в сознание.

## Дискография

### Альбомы
- Sick ’Em (C/Z Records, 1992).

### Сотрудничество
- Песня «8-Ball Deluxe» на альбоме Kill Rock Stars[англ.] (Kill Rock Stars, Nov '12).
- Песня «Dead Men Don’t Rape» на альбоме There’s A Dyke in the Pit (Outpunk[англ.]/Harp Records, 1992).